# Acanthurus
Acanthurus – rodzaj morskich ryb okoniokształtnych z rodziny pokolcowatych (Acanthuridae).
Wiele gatunków hodowanych w akwariach morskich głównie z uwagi na atrakcyjne ubarwienie.
W przewodzie pokarmowym jednego z gatunków (Acanthurus nigrofuscus) żyje jedna z największych bakterii (widoczna gołym okiem) – Epulopiscium fishelsoni.

## Zasięg występowania
Okolice raf koralowych, ciepłe wody oceaniczne.

## Cechy charakterystyczne
Kolce na trzonie ogonowym osadzone na ruchomym zawiasie, podobnie jak u ryb z rodzaju Zebrasoma.

## Klasyfikacja
Gatunki zaliczane do tego rodzaju:
| - Acanthurus achilles – pokolec czarny - Acanthurus albipectoralis - Acanthurus auranticavus - Acanthurus bahianus - Acanthurus bariene - Acanthurus blochii - Acanthurus chirurgus – pokolec chirurg - Acanthurus chronixis - Acanthurus coeruleus – pokolec turkusowy - Acanthurus dussumieri – pokolec liniowany - Acanthurus fowleri - Acanthurus gahhm - Acanthurus grammoptilus | - Acanthurus guttatus - Acanthurus japonicus - Acanthurus leucocheilus - Acanthurus leucopareius - Acanthurus leucosternon – pokolec białobrody, pokolec błękitny - Acanthurus lineatus – pokolec strojny - Acanthurus maculiceps - Acanthurus mata - Acanthurus monroviae – pokolec afrykański - Acanthurus nigricans - Acanthurus nigricauda - Acanthurus nigrofuscus - Acanthurus nigroris - Acanthurus nigros | - Acanthurus nubilus - Acanthurus olivaceus - Acanthurus polyzona - Acanthurus pyroferus - Acanthurus randalli - Acanthurus reversus - Acanthurus sandvicensis - Acanthurus sohal – pokolec szary - Acanthurus tennentii - Acanthurus thompsoni - Acanthurus tractus - Acanthurus triostegus – pokolec pasiasty - Acanthurus tristis - Acanthurus xanthopterus |

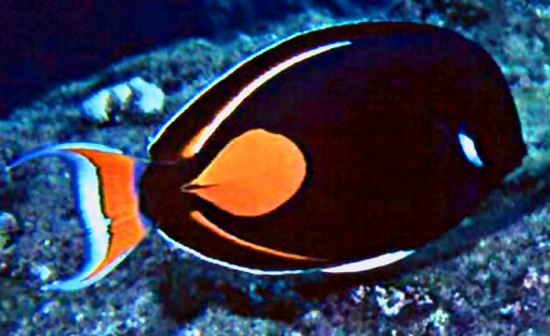
Acanthurus achilles
Acanthurus bahianus
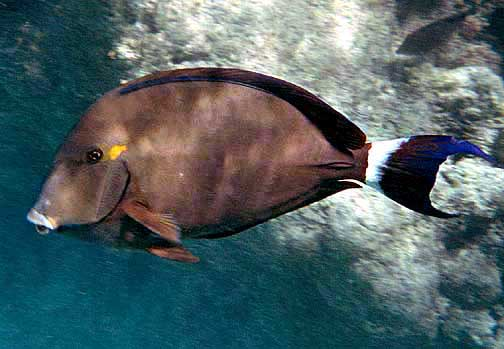
Acanthurus blochii
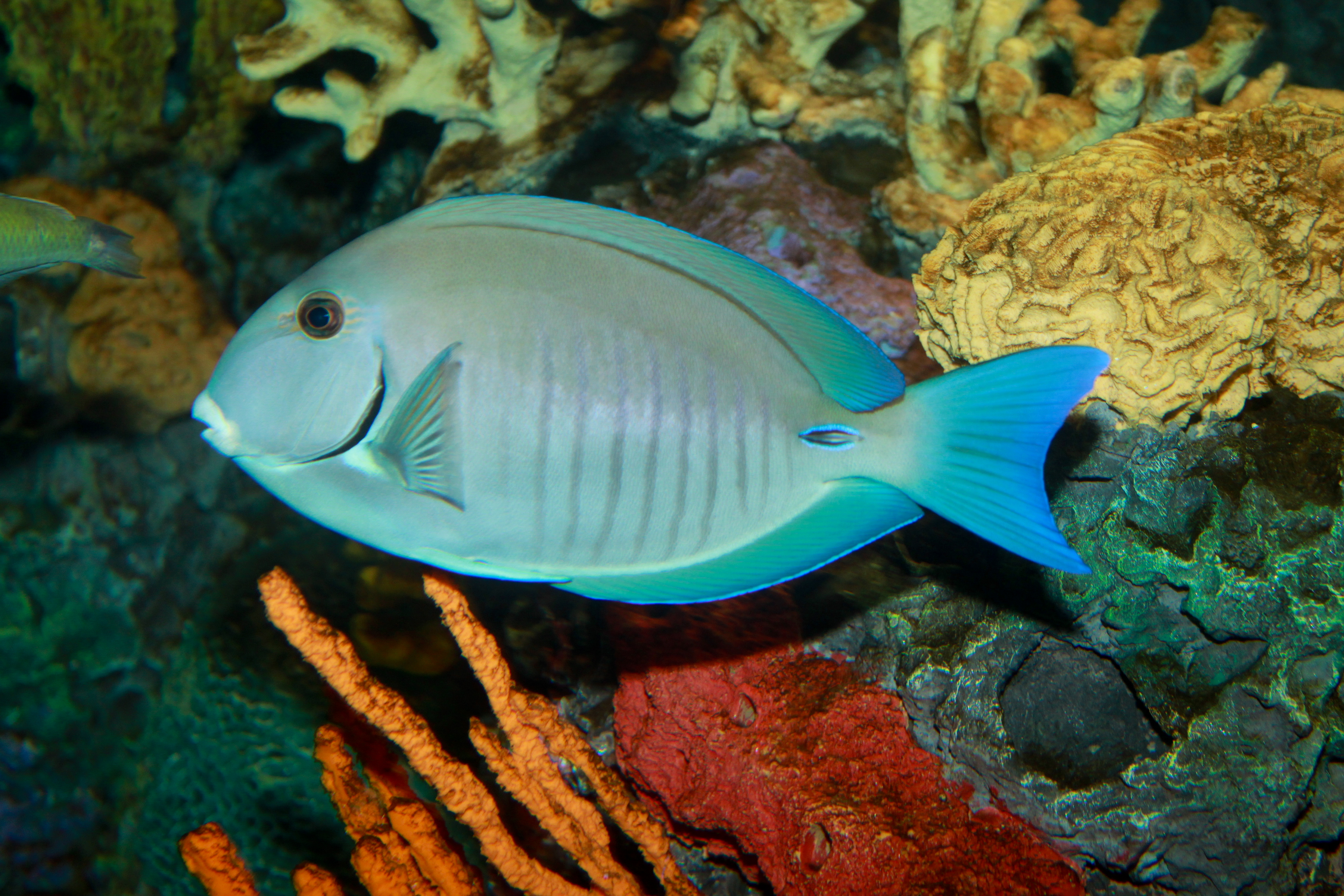
Acanthurus chirurgus
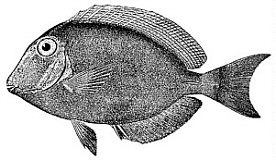
Acanthurus coeruleus
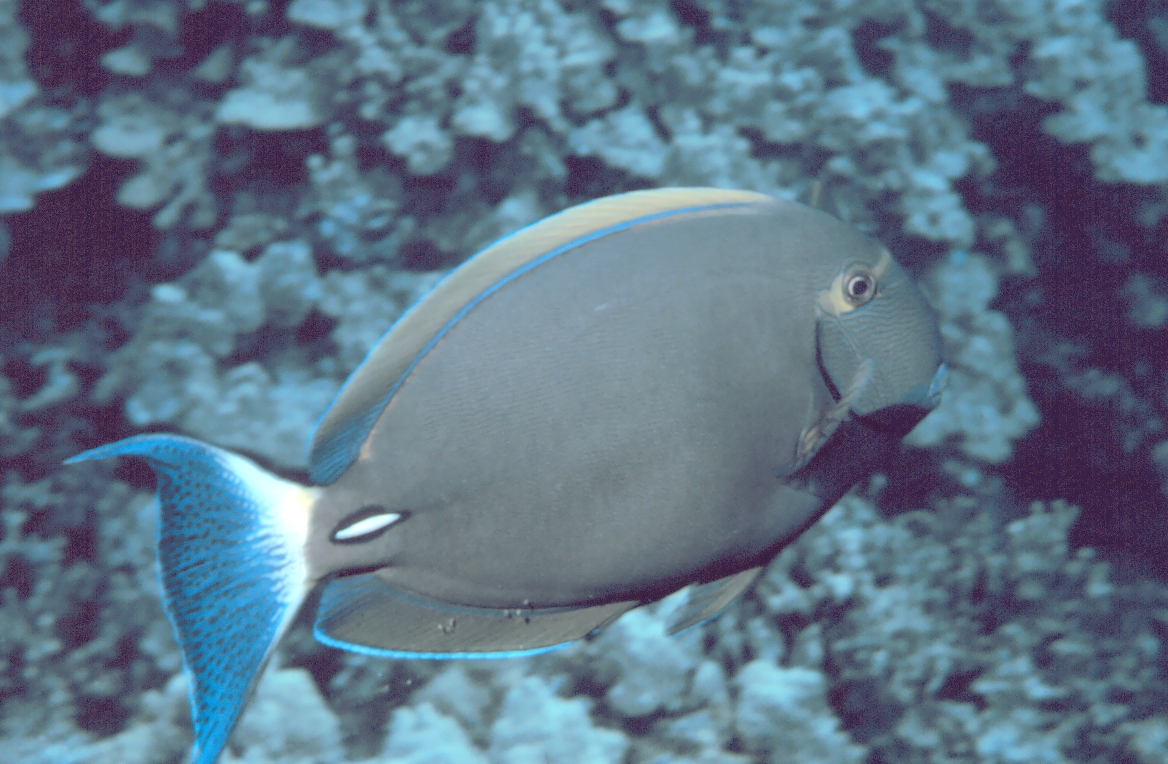
Acanthurus dussumieri
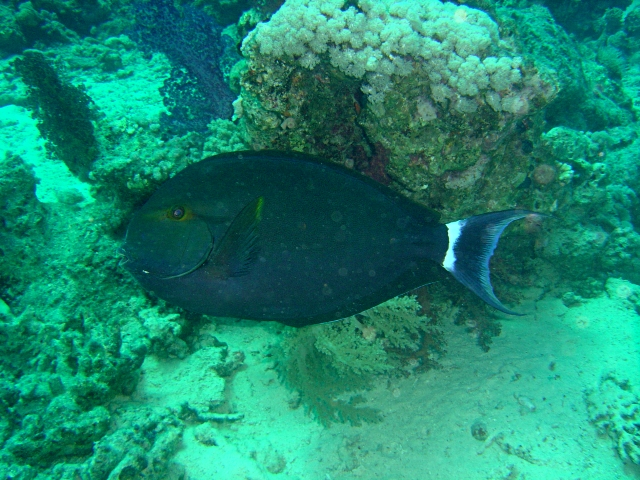
Acanthurus gahhm
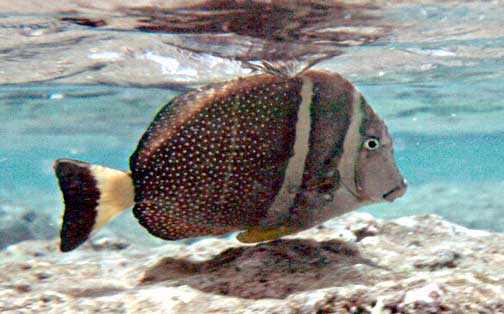
Acanthurus guttatus
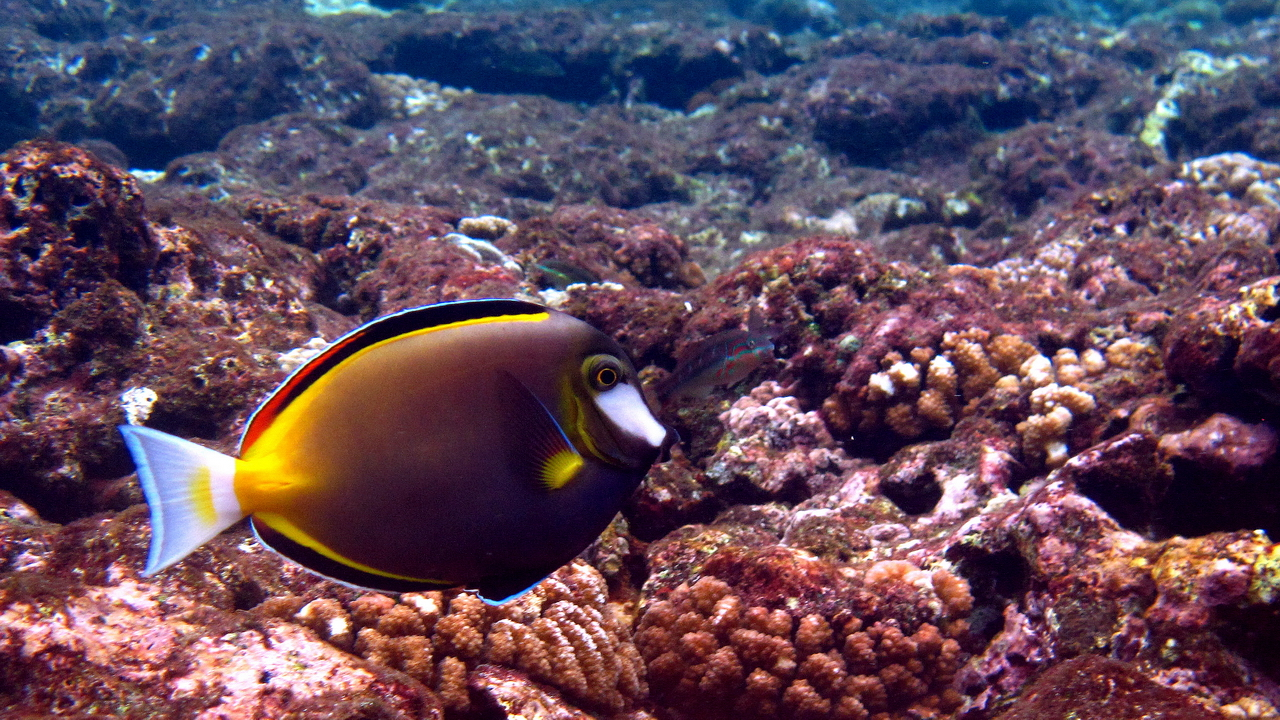
Acanthurus japonicus
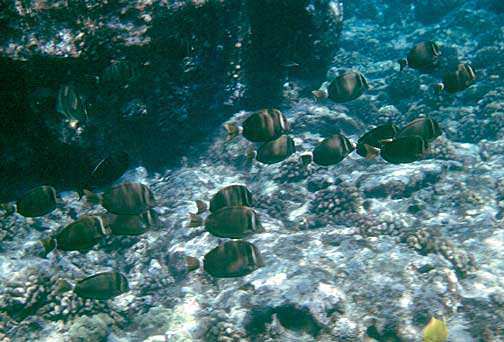
Acanthurus leucopareius
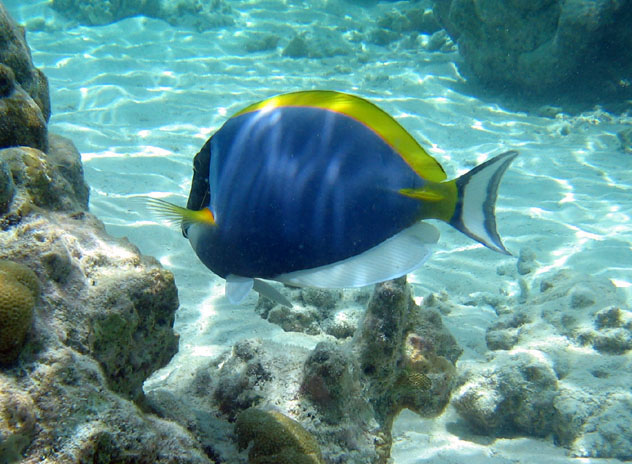
Acanthurus leucosternon
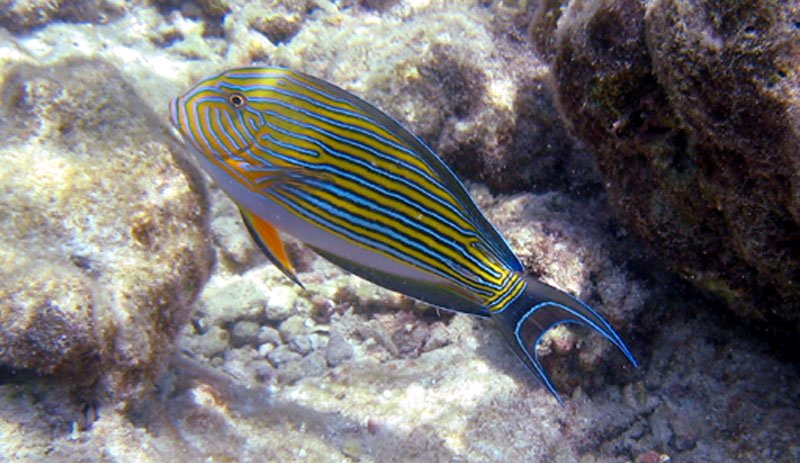
Acanthurus lineatus
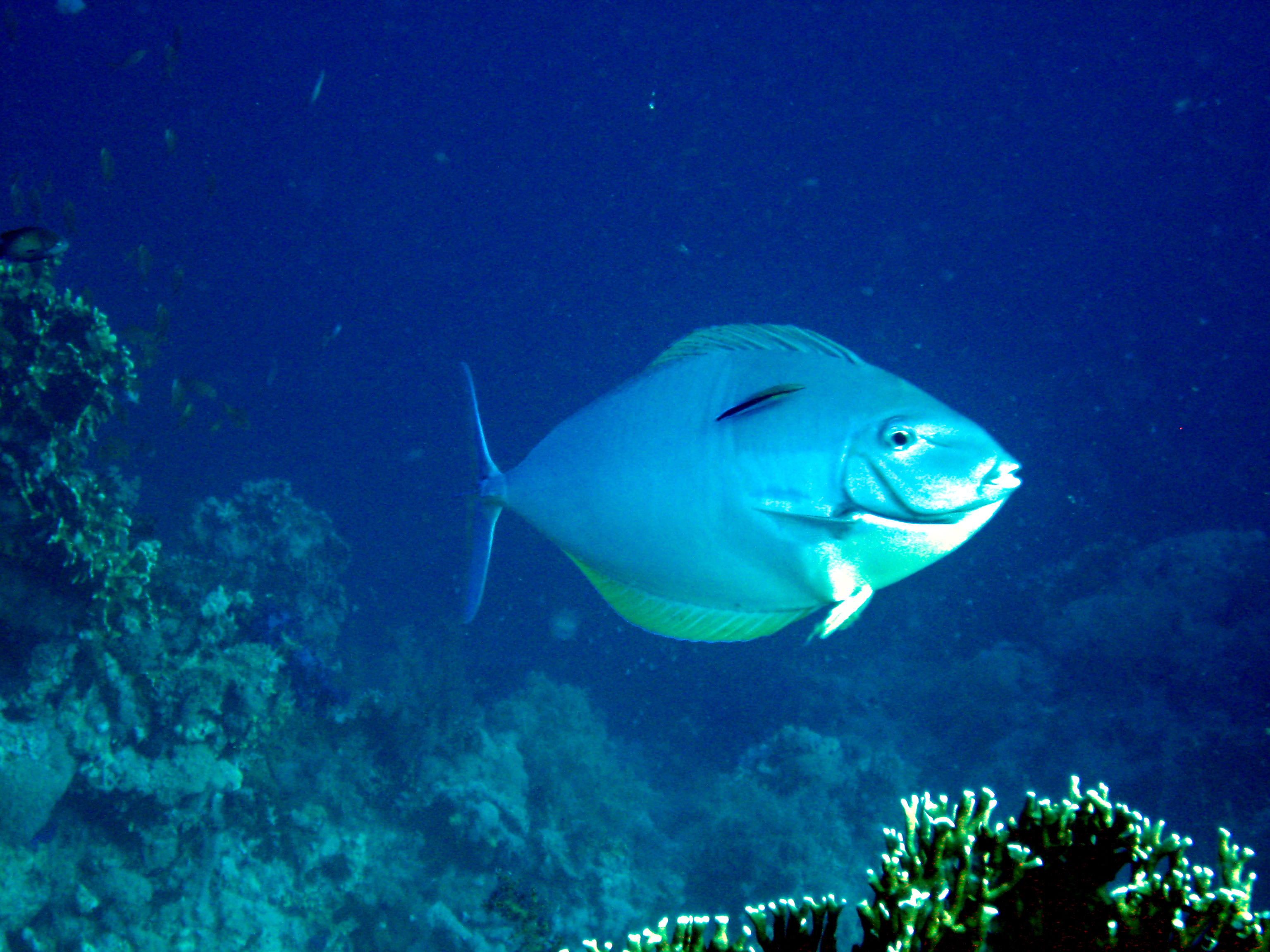
Acanthurus mata
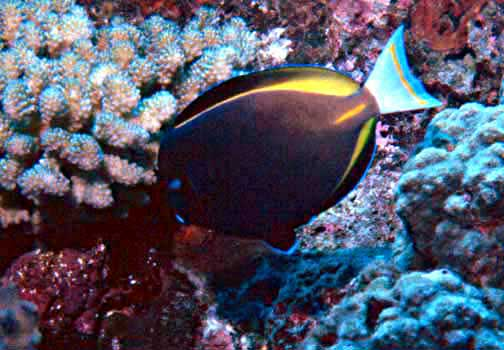
Acanthurus nigricans
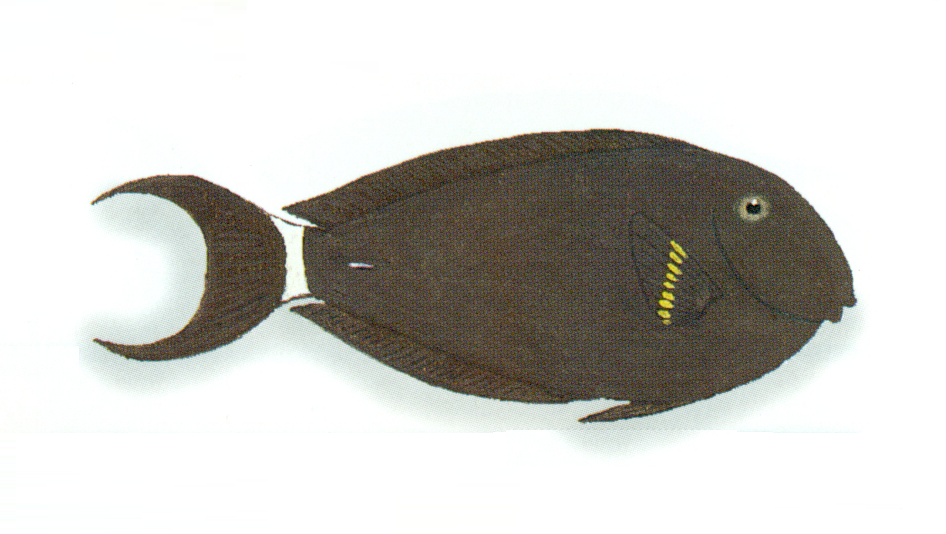
Acanthurus nigricauda
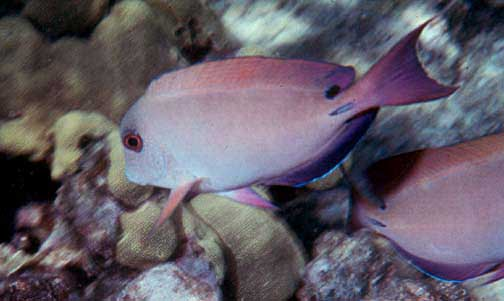
Acanthurus nigrofuscus
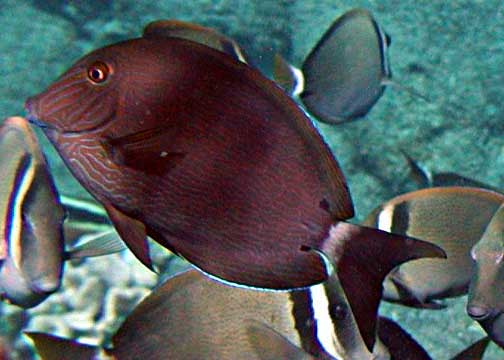
Acanthurus nigroris
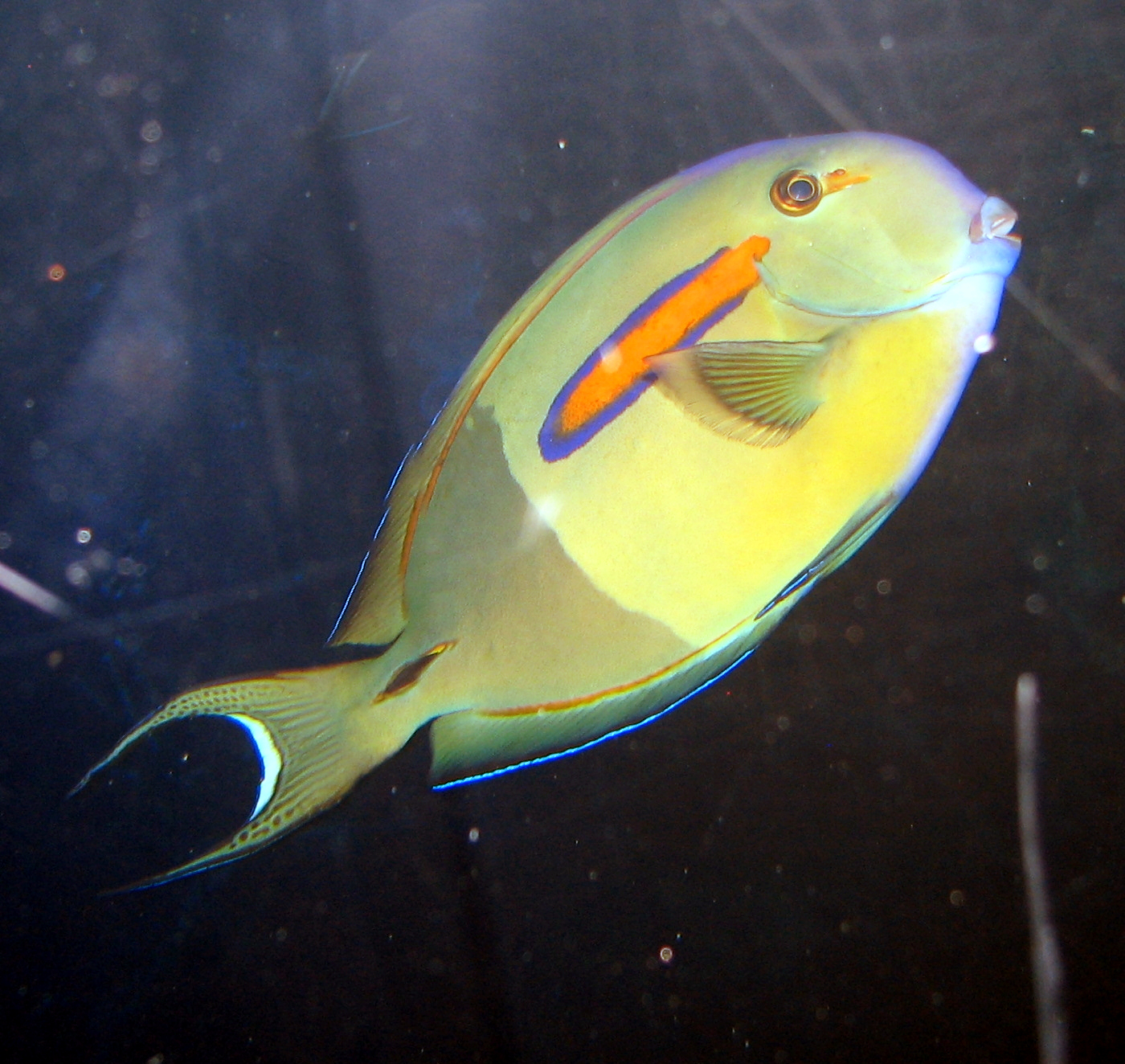
Acanthurus olivaceus
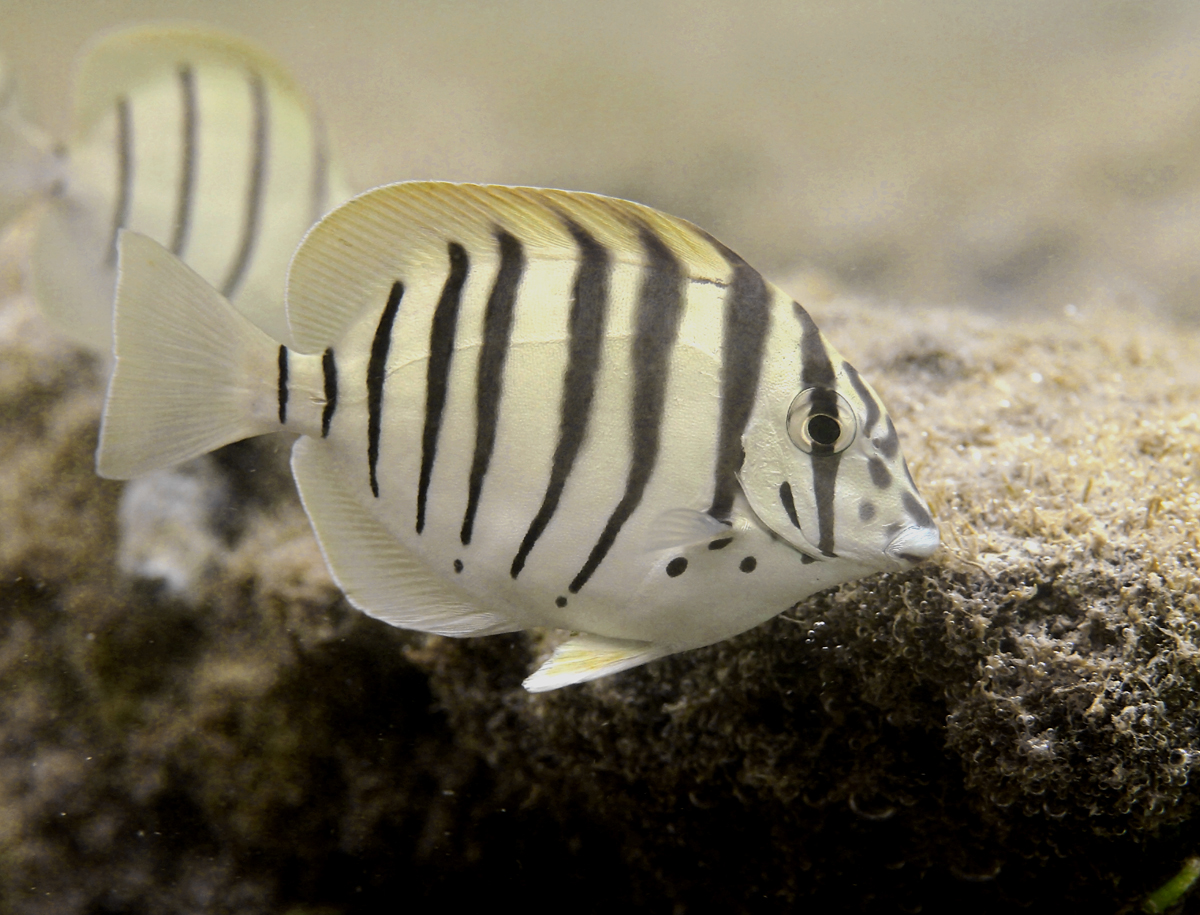
Acanthurus polyzona
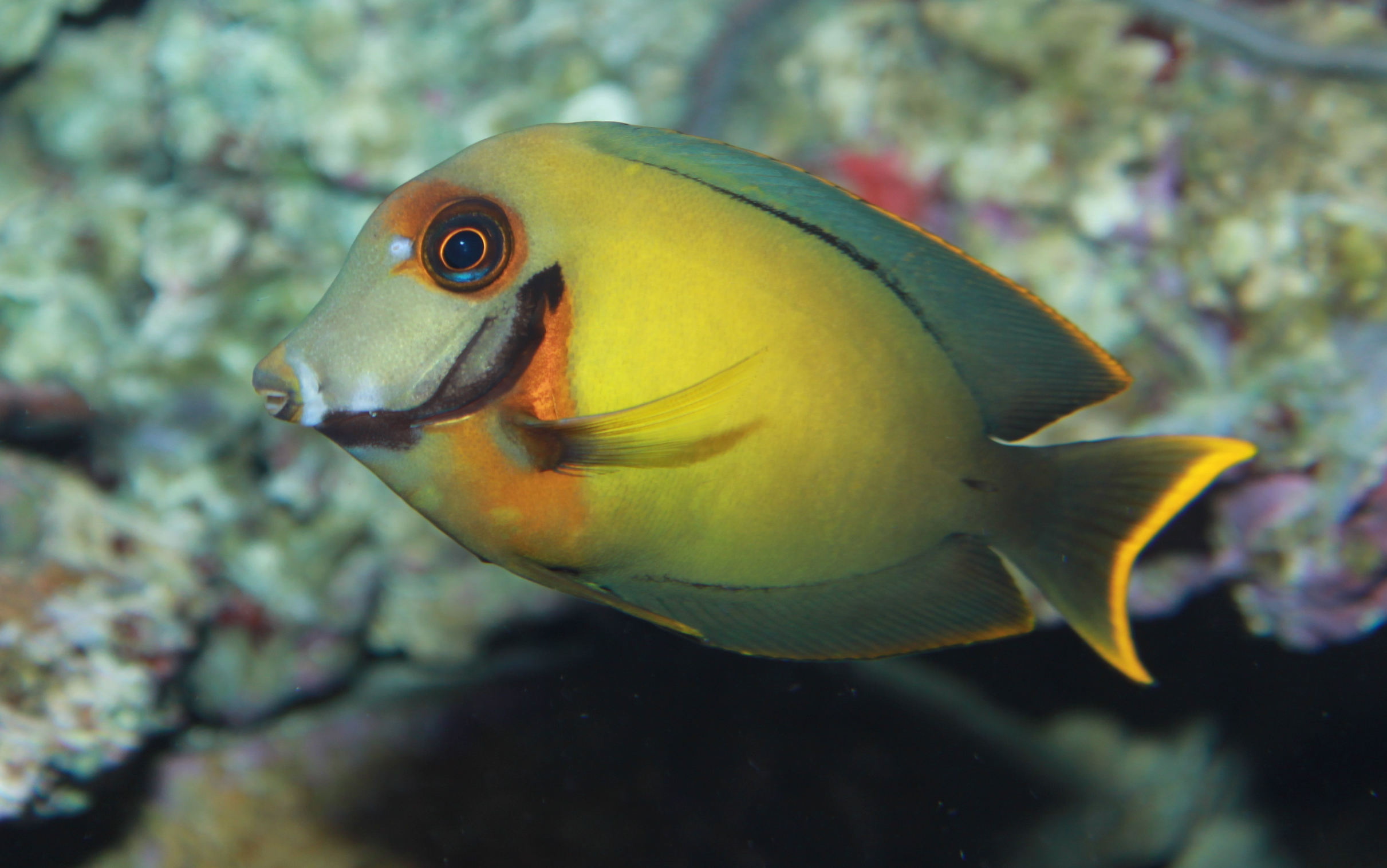
Acanthurus pyroferus
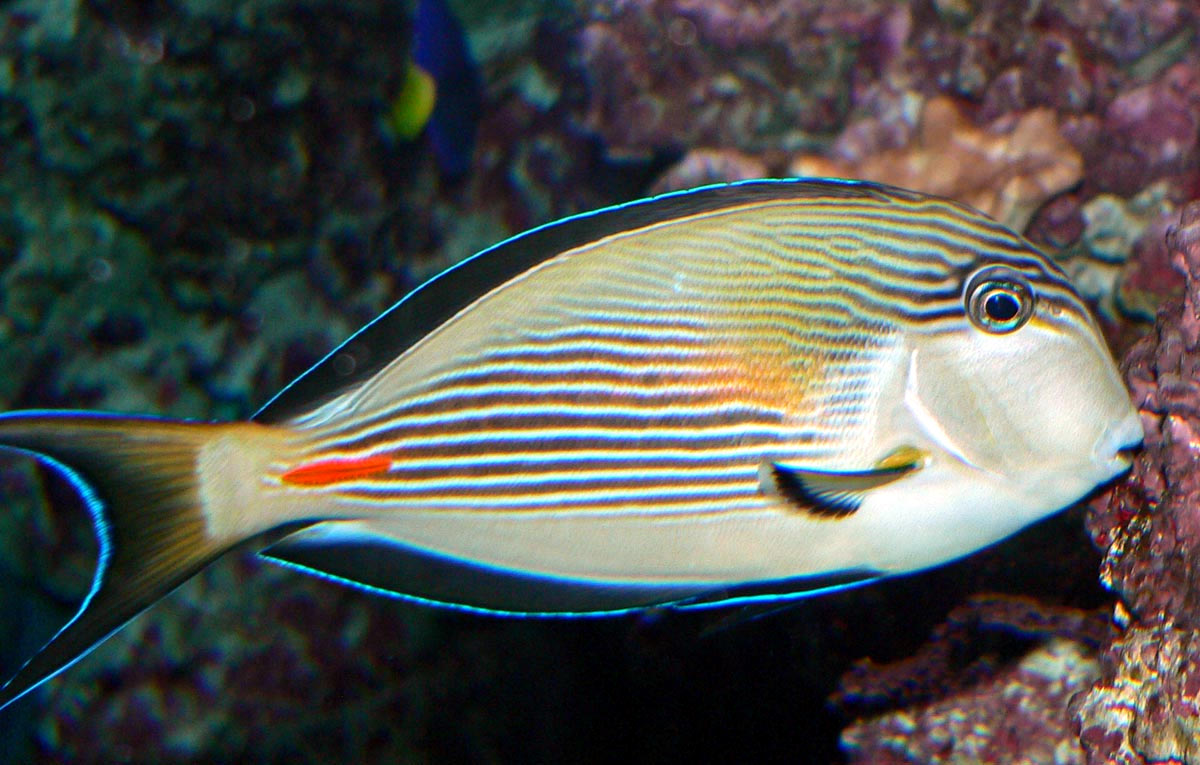
Acanthurus sohal
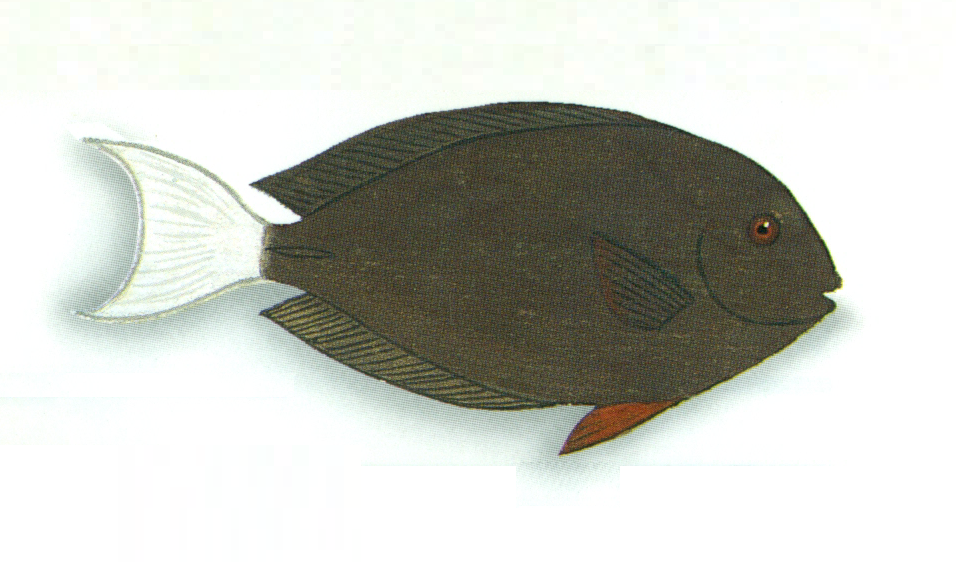
Acanthurus thompsoni
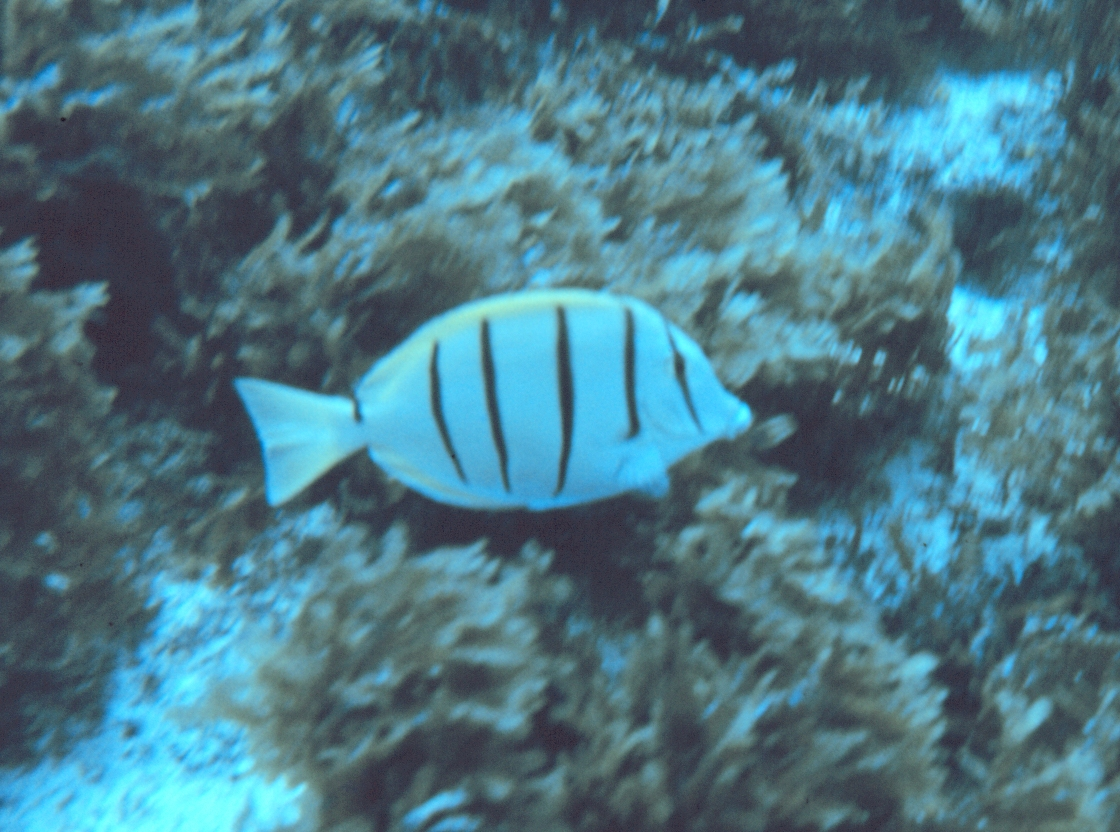
Acanthurus triostegus
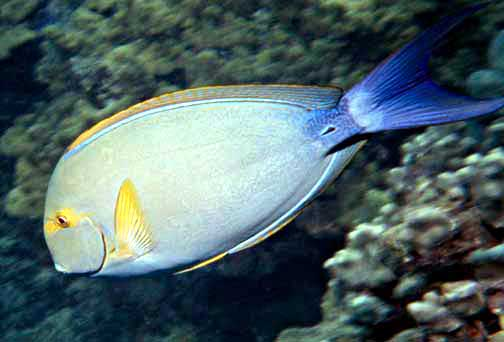
Acanthurus xanthopterus